# Cratere Landowska
Landowska  è un cratere sulla superficie di Venere. Deve il proprio nome alla clavicembalista polacca Wanda Landowska.